# Myrica nana
Myrica nana là một loài thực vật có hoa trong họ Myricaceae. Loài này được A. Chev. mô tả khoa học đầu tiên năm 1901.